# 三浦貞盛
三浦 貞盛（みうら さだもり、生年不明 - 永禄11年2月19日（1568年3月17日））は、日本の戦国時代の武将。父は三浦貞国。兄に貞久、大河原貞尚。子に貞広。
永禄7年12月15日（1565年1月17日）、甥であり三浦氏当主三浦貞勝（貞久の嗣子）が三村家親により自害に追い込まれた。永禄9年（1566年）2月、家親が宇喜多直家に暗殺されると貞盛は三浦氏家臣団に擁立され高田城を奪回した。
永禄11年（1568年）2月19日、攻め寄せた毛利元就により高田城は落城、貞盛は討ち死にを遂げた。